# Roue
Pour les articles homonymes, voir Roue (homonymie).
 (décembre 2014).
Si vous disposez d'ouvrages ou d'articles de référence ou si vous connaissez des sites web de qualité traitant du thème abordé ici, merci de compléter l'article en donnant les références utiles à sa vérifiabilité et en les liant à la section « Notes et références ».

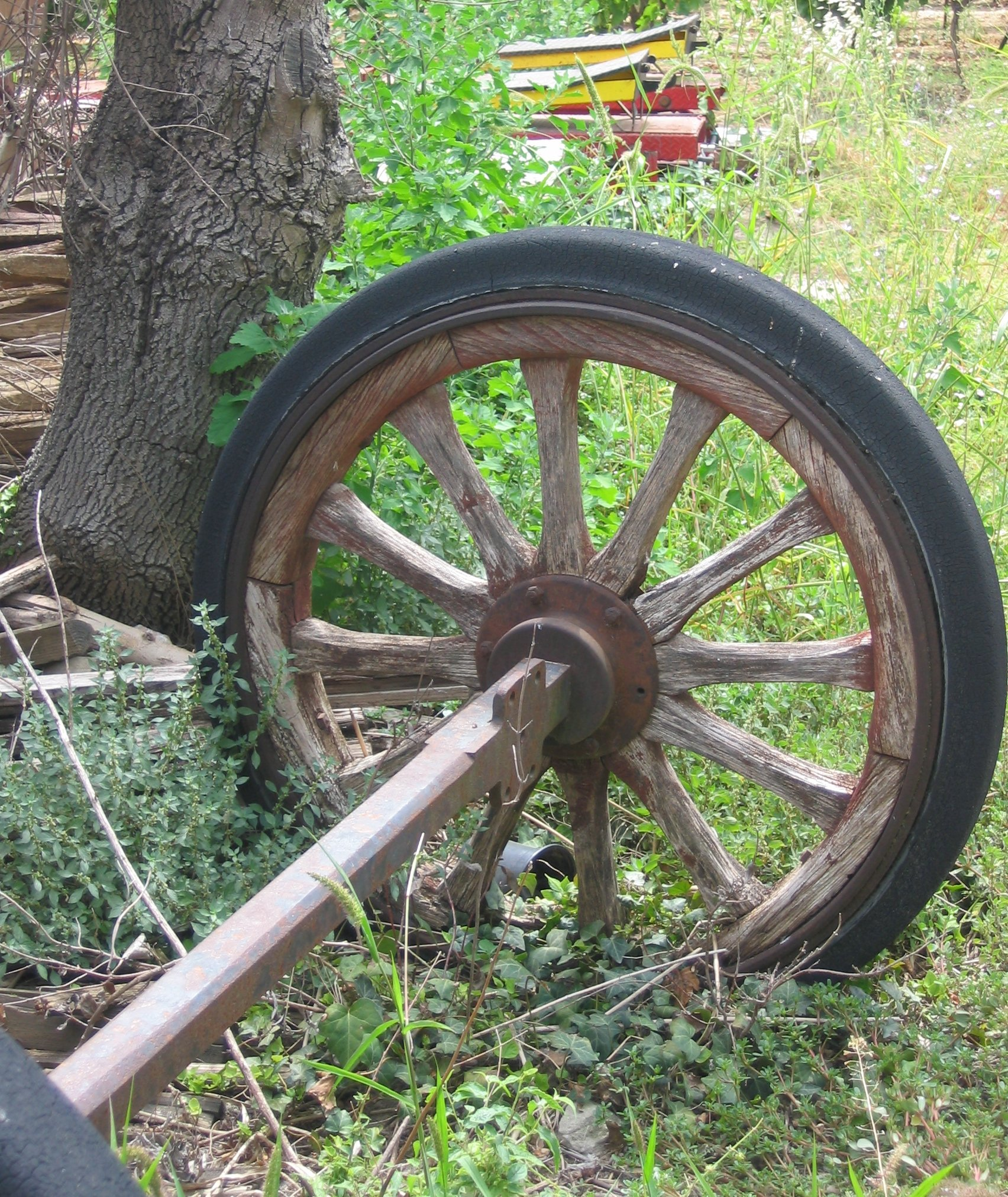
Une roue à rayons en bois équipée d'un bandage plein en caoutchouc.

Une roue est une pièce mécanique de forme circulaire tournant autour d'un axe passant par son centre. La roue est l'une des six machines simples, et, de ce fait, est utilisée sous de très nombreuses formes.

## Histoire

### Origines de la roue

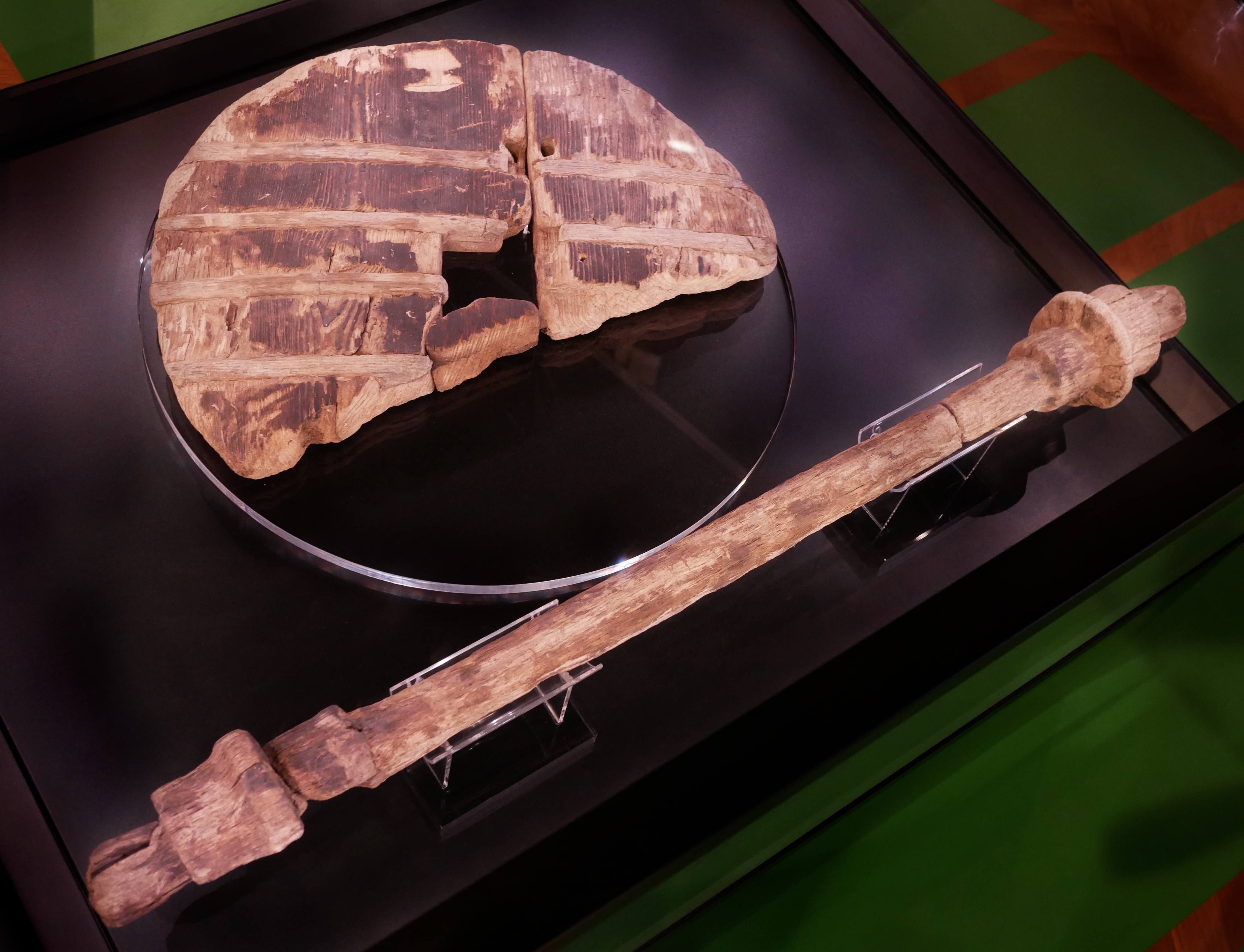
La roue et l'axe du marais de Ljubljana, Slovénie. C'est la plus ancienne véritable roue en bois datée à ce jour. Diamètre : 70 cm.

Les traces de roues, des représentations de roues, des modèles réduits de roues, ou encore des vestiges de roues elles-mêmes, font leur apparition archéologiquement en différents lieux d'Europe et du Proche-Orient vers la fin du Néolithique, mais la rareté et la dispersion des vestiges l'attestant ainsi que le potentiel de diffusion rapide propre à cette technologie posent d'importantes difficultés pour déterminer précisément le lieu et l'époque de l'invention des premières roues.
L'invention de la roue a longtemps été attribuée à Sumer en basse Mésopotamie dans la seconde moitié du IVe millénaire av. J.-C., à la suite de l'interprétation de pictogrammes. La roue de transport était alors considérée comme une invention dérivée du tour de potier également attestée à Sumer à cette époque. En réalité la première utilisation attestée de véhicules à roues en Mésopotamie date de la première moitié du IIIe millénaire av. J.-C.[réf. nécessaire]. Mais le pot de Bronocice, découvert en Pologne en 1974, présente un pictogramme gravé qui est la représentation d'un chariot à quatre roues et on estime sa datation à 3500 ans av. J.-C., de la culture des vases à entonnoir, ce qui a permis de mettre en doute l'origine sumérienne de la roue.
Des chariots à roue datant du début du IIIe millénaire av. J.-C. sont découverts dans les kourganes des premiers peuples indo-européens supposés de la culture de Yamna et des cultures dérivées, et deux chariots plus anciens sont découverts dans un kourgane de la culture de Maïkop dans le Kouban au nord du Caucase,. Un jouet en forme de taureau à roues et d'autres indices attestent de la connaissance de la roue plus anciennement encore dans la culture de Cucuteni-Trypillia en Ukraine dès la première moitié du IVe millénaire av. J.-C., la culture de Cucuteni-Trypillia utilisait d'ailleurs aussi un tour de potier indépendamment de Sumer. Et enfin la découverte de vraies roues de véhicules en bois en Europe centrale datant de la fin du IVe millénaire av. J.-C. a définitivement mis un terme à la théorie de l'invention sumérienne.
La plus ancienne véritable roue en bois montée sur un axe qui a pu être conformément datée a été découverte en 2002 enfouie dans un marais (facilitant la conservation) près de Ljubljana en Slovénie. Cet artéfact néolithique est daté au radiocarbone de 3340-3030 av. J.-C. pour la roue et de 3360-3045 av. J.-C. pour l'axe. Mais la roue du marais de Ljubljana (en) n'est pas isolée et d'autres roues de la même période sont maintenant connues en Europe centrale. Deux techniques distinctes d'assemblage roue-axe sont actuellement identifiées en Europe pour les premières roues du Néolithique : un type de construction de chariot péri-alpin trouvé dans les sites palafittiques autour des Alpes où la roue et l'axe tournent ensemble, comme c'est le cas de la roue de Ljubljana Marshes, et une technique connue dans la culture de Baden en Hongrie où l'axe reste fixe. Les deux techniques semblent contemporaines et sont attestées entre 3200 et 3000 av. J.-C.
On suppose que les civilisations de l'Amérique précolombienne (notamment Aztèque, Tiwanaku, Aymara, Inca, Maya) n'utilisaient pas la roue, pourtant celle-ci et son mécanisme (roue et axe) sont représentées dans divers objets en terre cuite trouvés dans l'aire Maya, notamment à Tres Zapotes (200 à 900 après J.-C.), et considérés comme des jouets. Parmi les hypothèses suggérées, Alain Gras évoque le choix de certaines cultures de ne pas s'engager dans des trajectoires technologiques, accessibles en termes de faisabilité mais jugées non souhaitables par les dirigeants. Pour Raphaël Meltz, le relief, l'épaisse végétation et les nombreux ponts en cordes seraient une explication. Jared Diamond pense pour sa part que seules les civilisations qui disposaient d'animaux de trait (ce qui n'était pas le cas des Amérindiens) ont utilisé des attelages ; la roue n'étant pas utile pour les autres. La roue était également relativement inconnue et inutilisée en Afrique subsaharienne (à l'exception de la Corne africaine depuis longtemps liée culturellement avec le Proche-Orient), ainsi qu'en Océanie, jusqu'à son apport par la colonisation européenne,.
Les premières roues étaient pleines, en bois, souvent constituées de trois ou quatre pièces assemblées.

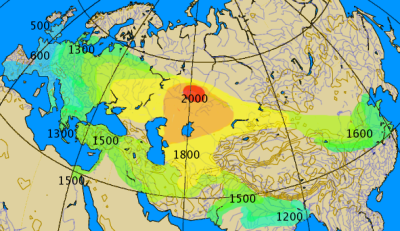
Expansion du char de combat léger en Eurasie durant l'âge du bronze, depuis la culture de Sintashta dans le sud de l'Oural.

Les roues à rayons et à jantes, à la fois bien plus légères et plus stables, apparaissent vers 2000 ans av. J.-C. dans la culture de Sintashta, une culture indo-européenne au sud de l'Oural. Il s'agit alors des premiers chars de combat légers, rapides et maniables, tirés par des chevaux. Cette technologie a probablement beaucoup contribué à l'expansion des langues indo-iraniennes en Asie du Sud depuis la steppe d'Eurasie centrale, mais la technique se diffuse aussi rapidement à d'autres peuples. La pratique de l'enterrement des chars et des chevaux dans des kourganes avec leurs propriétaires défunts a permis aux archéologues d'en découvrir un grand nombre et de suivre son expansion géographique. Ainsi, les chars de combat avec roues à rayons et jantes se répandront rapidement dans toute l'Eurasie, en même temps que les chevaux domestiques, de l'Europe jusqu'à la Chine, l'Inde et l'Égypte, durant le IIe millénaire av. J.-C.. La roue semble faire son apparition pour la première fois en Égypte et en Chine avec l'arrivée de ces chars de combat.

## Développements modernes

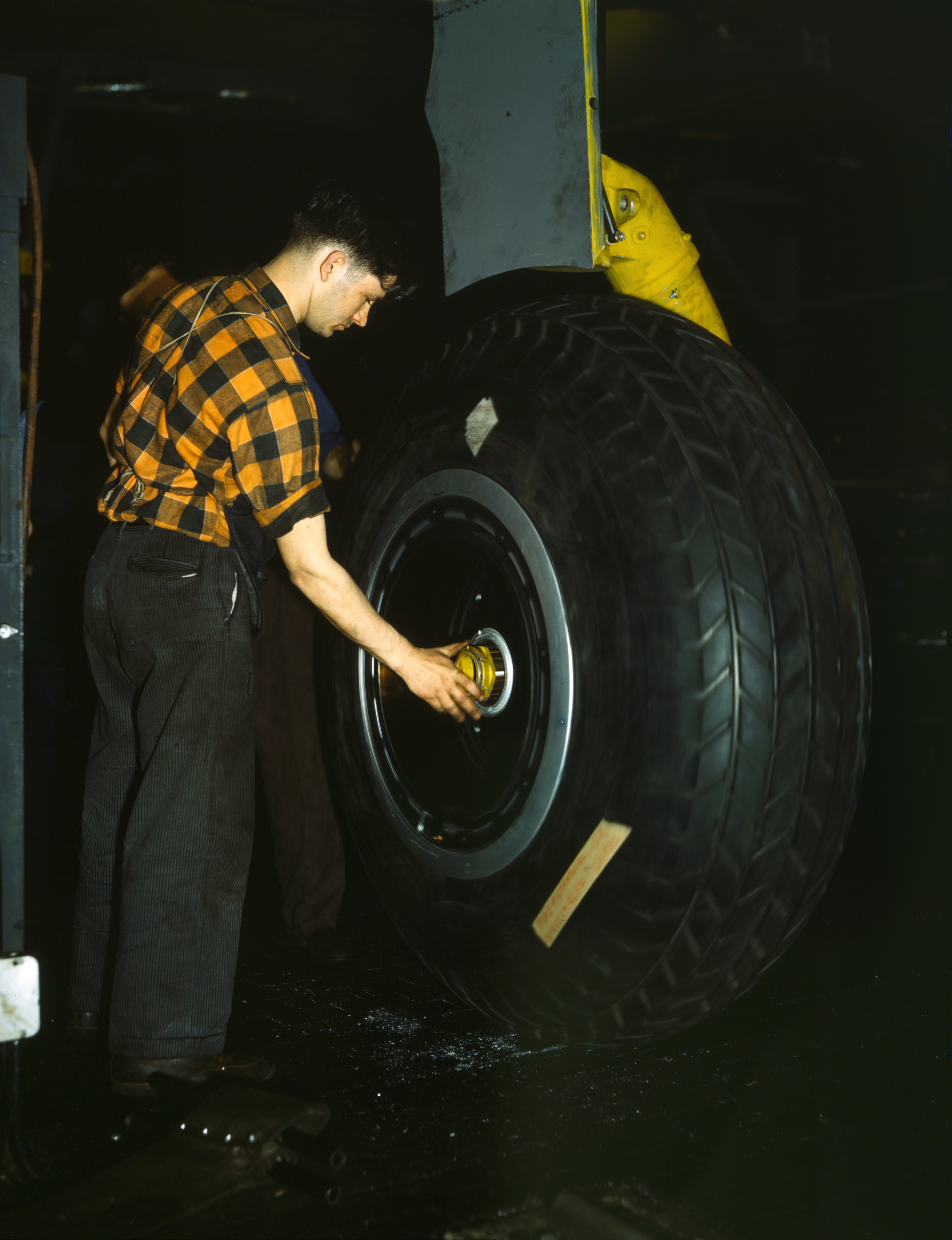
Roue d'avion et son pneumatique à l'inspection, dans les années 1940.

La roue est une invention qui constitue un des fondements des transports routiers. Elle permet de déplacer sur terre des charges importantes sur de longues distances, en réduisant les forces de frottement. Elle est indispensable dans la plupart des moyens de transports terrestres mais aussi pour d'autres moyens de transport tels que les avions (train d'atterrissage par exemple).
Les roues étaient solidaires de l'essieu dans un premier temps, celui-ci constituant alors un axe reliant deux roues situées de part et d'autre de la caisse. Pour réduire le frottement entre l'axe et le châssis reposant sur lui, divers procédés ont été mis au point, dont notamment un trou dans un madrier faisant office de membrure, ce trou étant garni de galets lubrifiés avec de l'huile (l'ancêtre du roulement à billes).
Toujours dans le but de réduire les frottements, les roues sont désormais montées sur leur axe par l'intermédiaire de roulements à billes ou à rouleaux, ou de paliers hydrodynamiques qui ont l'intérêt de permettre une liaison mécanique fiable.
La roue existe aussi comme modèle électrique d'induction de mouvement, avec la roue de Barlow qui en est la plus connue, laquelle génère une rotation continue.

## Différents types

### Applications mécaniques

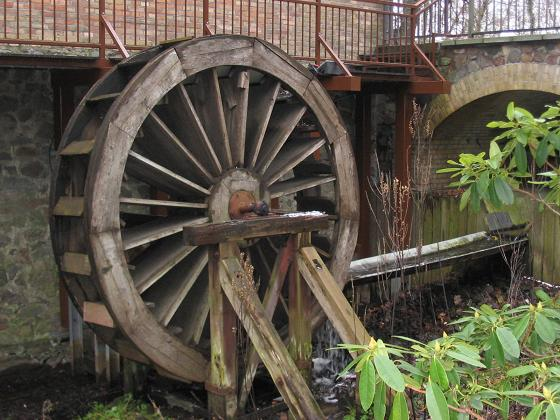
Roue à aubes d'un moulin.

Il existe différents types de roues :
- Une roue, sur un véhicule, peut être une roue à rayons ou une roue pleine. Une roue de vélo est très souvent une roue à rayons, une roue ferroviaire peut être des deux types.
- Une roue folle ou roue libre est une roue non motrice pourvue d'un axe libre décalé, pour un pivotage automatique. Les roues folles (qui ne transmettent pas d'énergie) n'ont pour fonction que le guidage et le support d'une charge (roue de remorque ou roue directrice de véhicule). La roue libre est aussi un dispositif mécanique dont le rôle est d'interdire la rotation d'un axe dans un des deux sens.
- Une roue est dite  dentée  lorsqu'elle transmet le mouvement par engrenage par le biais de dents garnissant son pourtour. Le nom de pignon est donné aux plus petites roues dentées.
- Un moteur-roue comprend à la fois la roue et les organes de propulsion.
- La roue à aubes est une roue comportant des sortes de cuillères ou palettes (les aubes). Elle était utilisée dans les moulins à eau ainsi que dans les anciens bateaux à vapeur.

Une roue peut être motrice lorsqu'elle est en sortie d'une chaîne de transmission d'énergie, ou réceptrice lorsqu'elle est en entrée de cette chaîne.
En robotique, ou pour des chariots de manutention, on emploie des roues holonomes, ou des roues mecanum, constituées d'un moyeu muni de galets disposés en périphérie. Cette disposition permet de créer des engins se manœuvrant dans un encombrement bien plus réduit que les véhicules à essieux articulés.

### Roue de wagons en papier/carton (fin du XIXe siècle)
Au XIXe siècle, des roues de wagons ont été fabriquées en papier-carton cerclé d'acier. Elles étaient plus chères, mais plus solides que les roues de fer de l'époque.
En 1869, Richard Norton Allen à Brandon (Vermont) met en service ses roues de wagon en papier sur les Pullman sleeping cars. Trois diamètres de roues (respectivement 65, 73 et 105 cm, soit 26, 33 et 43 pouces de diamètre) étaient alors fabriqués et utilisés durant quelques décennies en Amérique. Elles étaient construites par les ateliers de la Allen Paper Car Wheel Company à partir de carton de paille, carton ordinaire du commerce obtenu en cuisant de la paille pour en faire de la pâte à papier.
Trois cercles de papier étaient collés entre eux à partir de colle de pâte, puis des feuilles triples ainsi contrecollées étaient collées entre elles, jusqu'à obtenir une épaisseur de 90 à 120 cm. Cet épais disque de papier était alors soumis durant 3 heures à une forte pression (650 tonnes), puis il était séché durant 15 jours (à 120° Fahrenheit) pour en extraire toute trace d'humidité.

Les disques obtenus étaient à nouveau collés par trois (en moyenne), puis à nouveau séchés pour donner in fine un disque de 8 à 13 cm d'épaisseur. Une fois sec, le disque de papier était placé sur un tour et cerclé d'un bandage d'acier. Ce bandage n'était pas posé à chaud, mais fixé autour du papier par une presse hydraulique (3 000 livres par pouce carré). Un moyeu était ensuite posé au centre, maintenu par des fers méplats disposé des deux côtés du disque et fixés entre eux par des boulons traversant le disque.

Au début des années 1880, l'atelier en fabriquait environ 750 par mois. La roue de papier coûtait plus cher (80 dollars, soit 400 francs de l'époque, contre 15 dollars (75 fr) pour sa concurrente en fer, mais l'investissement était rentabilisé par le fait que la roue de papier parcourait en moyenne 400 000 km  avant de devoir être changée, contre 160 000 km pour la roue de fer). La résistance de cette roue était attribuée au fait que les fibres cellulosiques du disque de papier-carton absorbaient mieux les vibrations que le fer. Selon un article de 1882 dans la revue La Nature, « Le disque de papier est pratiquement indestructible, et il suffit d'y ajouter un nouveau bandage lorsque l'ancien et usé. Depuis dix ans que les roues en papier sont utilisées par la Pullman Palace Car Company, il n'est arrivé aucun accident causé par la rupture d'une roue. Qui donc aurait cru il y a quinze ans que les roues de wagon en papier seraient meilleures et plus sûres que les roues en fer ? ».
Le progrès faits dans la fabrication de l'acier rendront ce type de roues obsolète.

### Loisirs

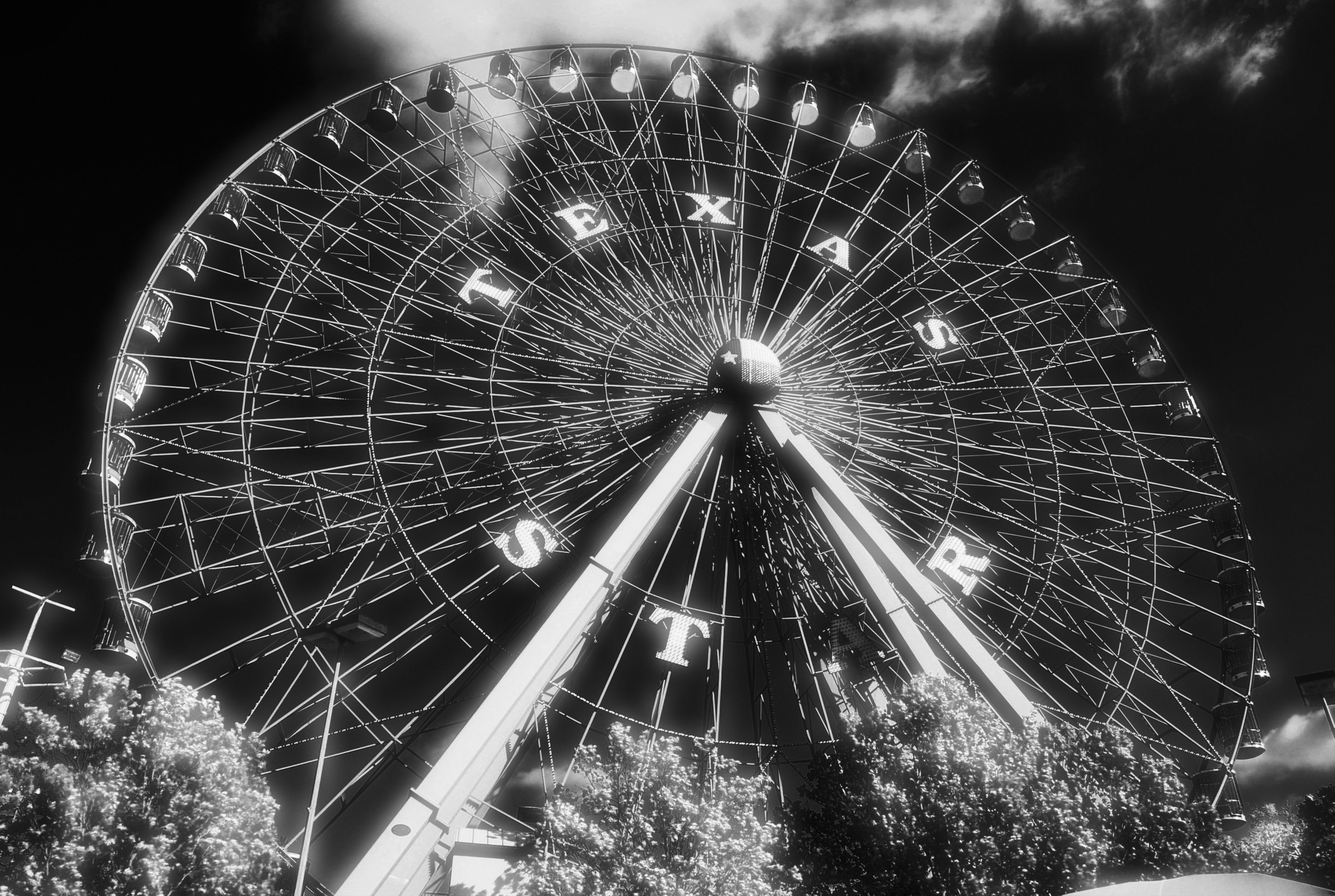
Grande roue de fête foraine.

- Une grande roue est une attraction foraine constituée d'une roue gigantesque.
- La roue pour rongeurs est un accessoire de sport destiné aux souris, hamsters et gerbilles.
- Une roue à carillons est un instrument de musique.
- L'effet de la roue de chariot est une illusion d'optique.

### Symbolique

Drapeau de la communauté Rom.

La roue est un symbole fréquent dans certains mythes décoratifs de l'architecture, comme symbole de la vie, du temps ou du destin. Elle symbolise les cycles, les recommencements, les renouvellements. C'est un symbole solaire dans la plupart des traditions. Elle est un des attributs de la Fortuna ou de Némésis antiques. Elle est associée à certains saints et martyrs de la religion chrétienne, comme instrument de torture, comme Catherine d'Alexandrie. Dans le symbolisme chrétien développé par le Pseudo-Denys l'Aréopagite, la roue symbolise le déroulement de la révélation divine. Ce symbolisme a été repris par certains alchimistes comme Clovis Hesteau de Nuysement et Fulcanelli.
Dans le bouddhisme, elle est la Roue du dharma, la Roue de la Loi, Dharmachakra, symbole représentant l'enseignement du Bouddha.
La roue de fortune est une des lames du tarot. Elle est issue du concept mythologique de roue de la fortune.
La roue est présente sur le drapeau de la communauté Rom.

## Description
La roue est constituée principalement de trois parties :
1. le moyeu, au centre, qui assure le guidage en rotation par rapport au support (châssis ou bras) ; son diamètre étant généralement très petit devant celui de la jante, l'effet des frottements entre le moyeu et le palier s'en trouve réduit. Dans le cas particulier de la roue sans moyeu (en) (inventée par Franco Sbarro), l'axe central est creux et fait presque la taille de la roue, donnant l'impression d'être absent.
2. la jante, à la périphérie, sur laquelle se fixe le bandage (ou bande de roulement), souvent rapporté ; au contact de la jante avec le sol, le frottement de glissement se substitue au frottement de roulement. Cet effet combiné au précédent contribue au rendement du dispositif.
3. les rayons ou le voile, qui composent la structure intermédiaire entre le moyeu et la jante. Les rayons peuvent être en bois ou en métal de type fil. Le voile est un élément en tôle emboutie, qui peut être plein ou ajouré avec des ouïes. Il est soudé ou riveté à l'intérieur de la jante, et peut ou non comporter un moyeu. Dans ce dernier cas, la roue est fixée au moyeu faisant partie de l'essieu par des vis ou des écrous.

## Galerie

Différents types de roues
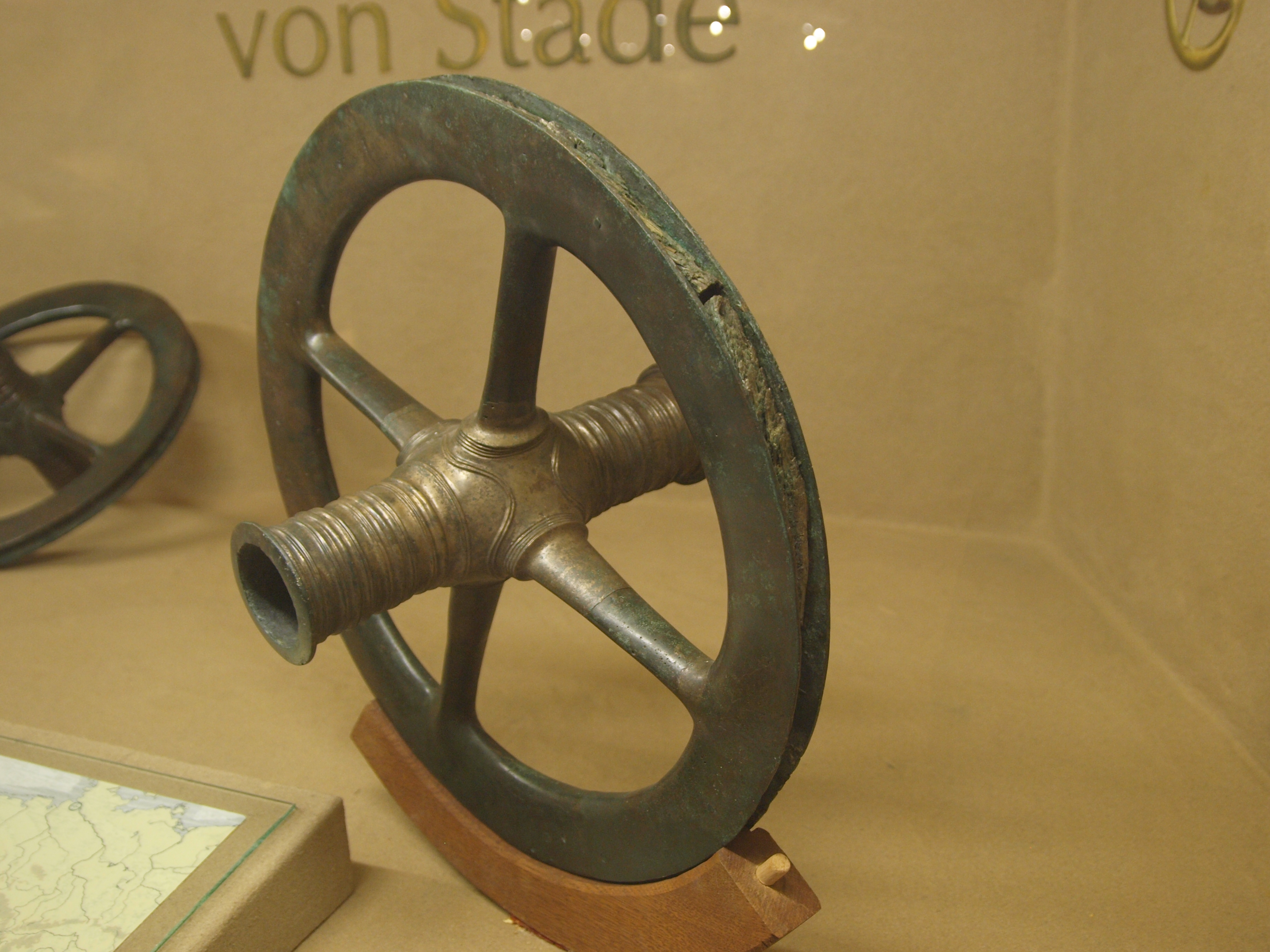
Roue de bronze de Stade (Allemagne), âge du bronze.
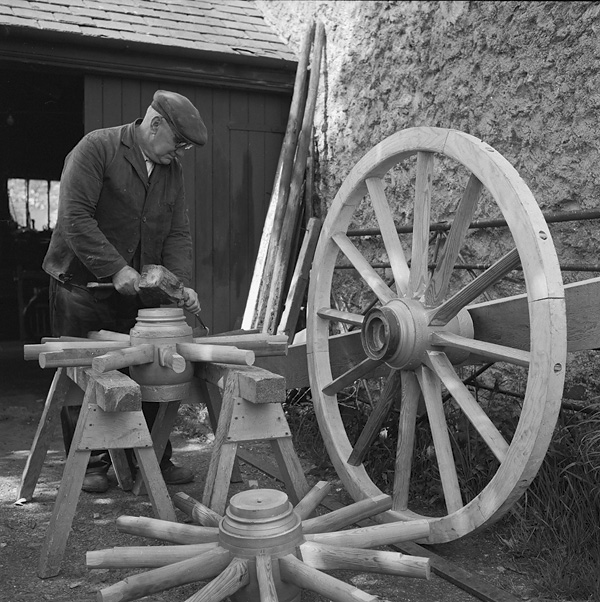
Roue dans un atelier de charron, Pays de Galles, 1964.
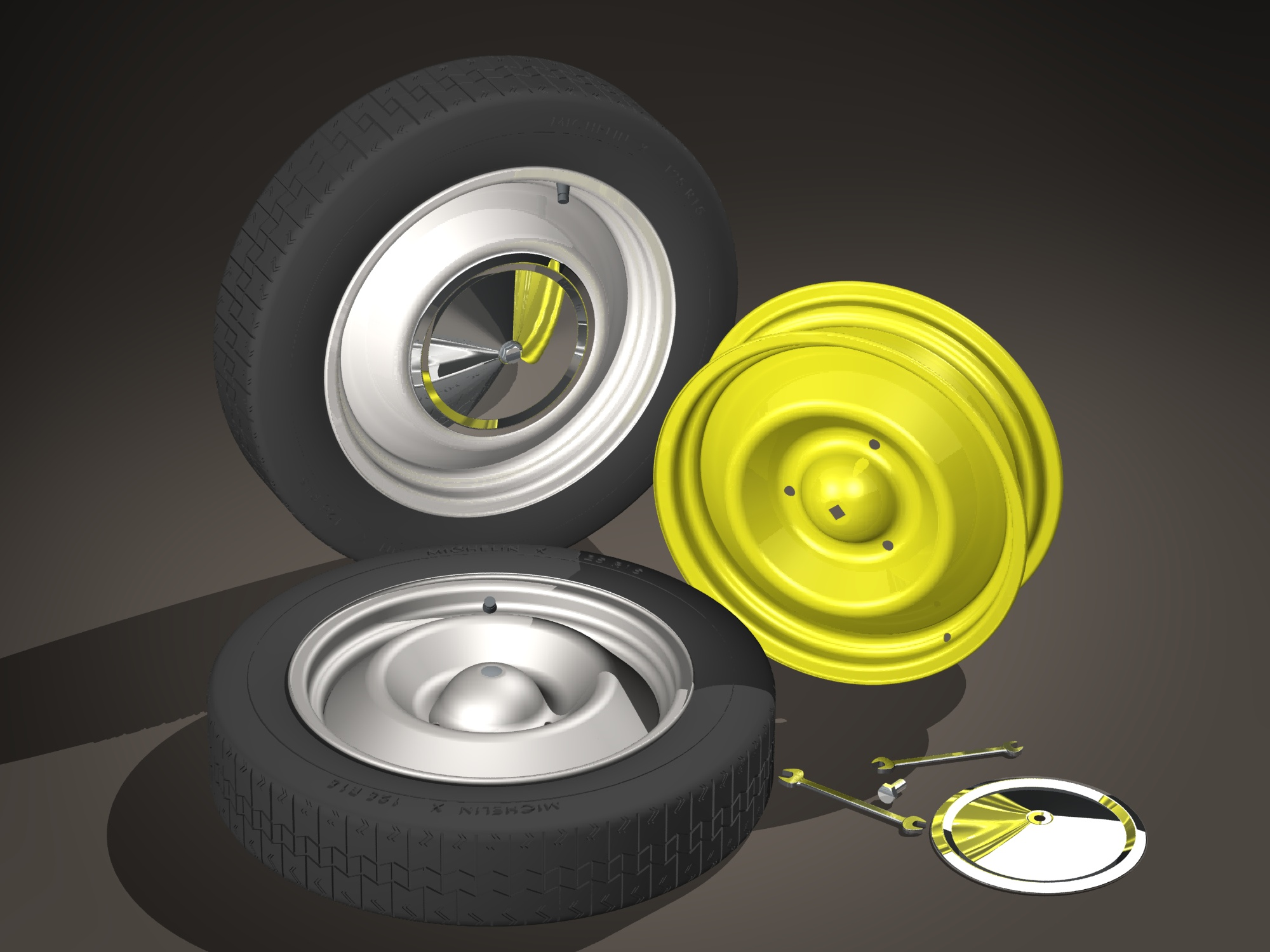
Roues avec et sans pneumatiques des 2 CV.
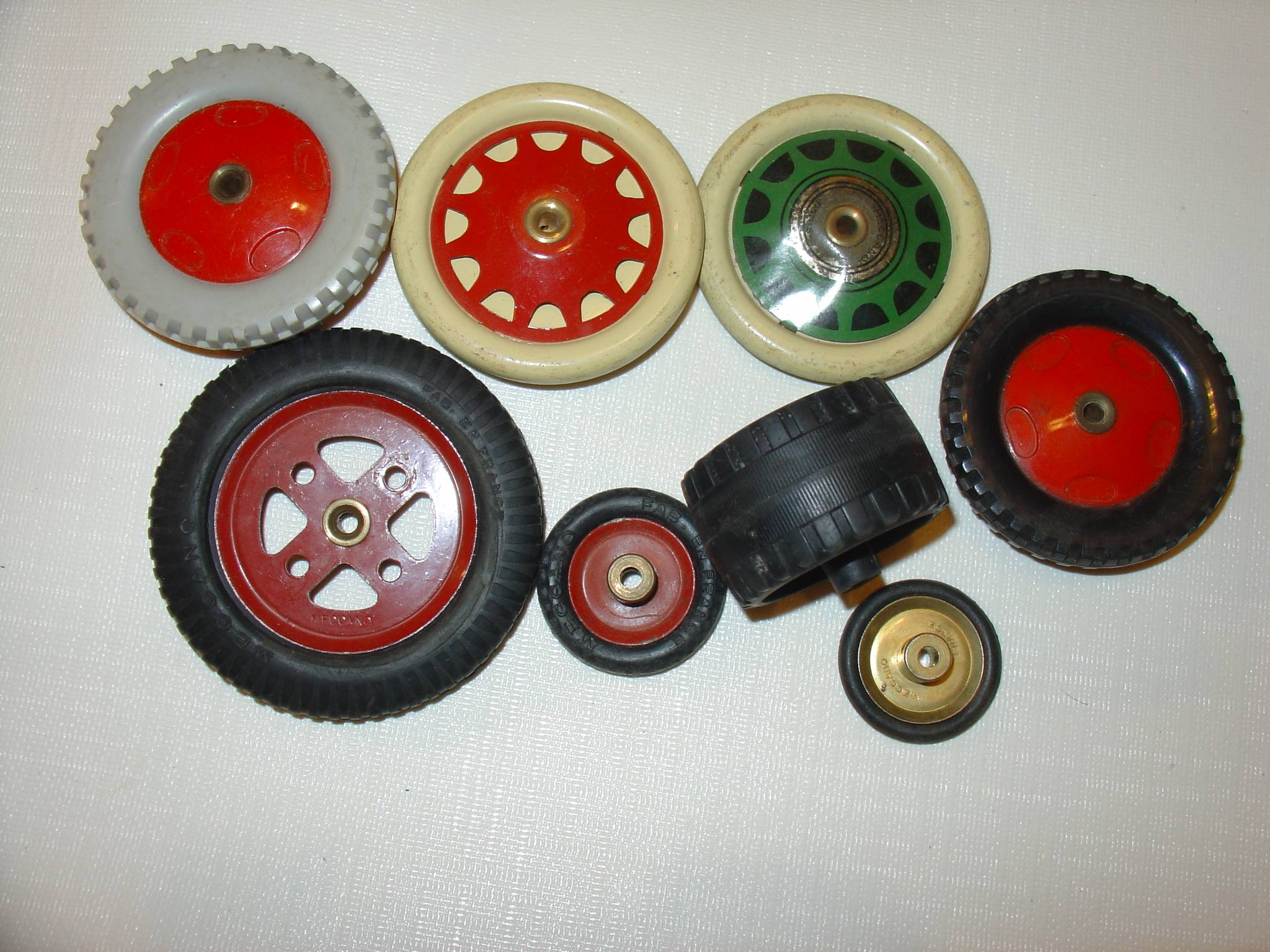
Éléments d'un Meccano.
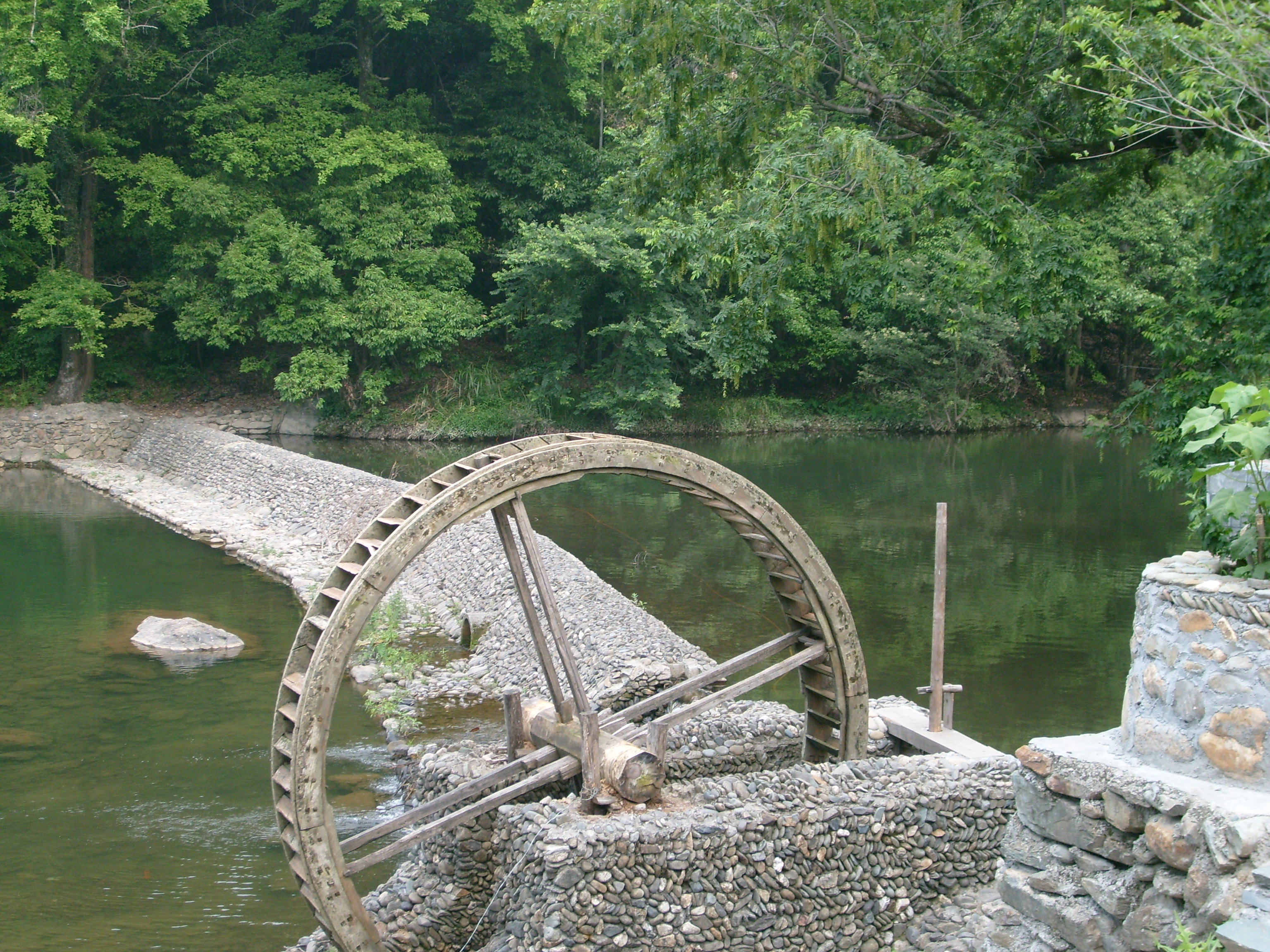
Roue à aubes d'un moulin, Jianxi (Chine).
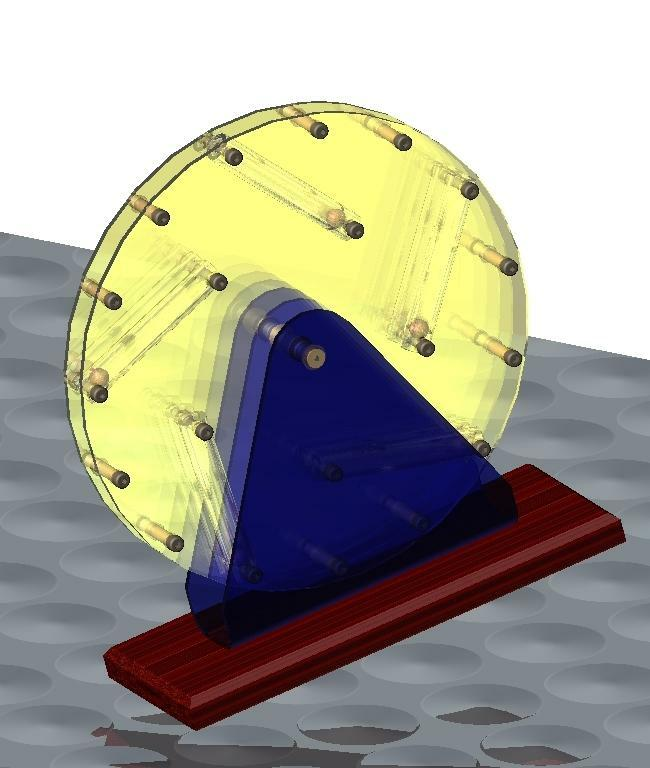
Roue d'Orffyreus tentative de mouvement perpétuel.

## Expressions
Plusieurs expressions courantes montrent l'importance et l'omniprésence de la roue dans nos sociétés :
- « en roue libre » : sans contrôle, sans contrainte (ni régulation ni frein).
- « mettre des bâtons dans les roues » : chercher à entraver une affaire, multiplier les obstacles envers un projet.
- « démarrer sur les chapeaux de roue » : démarrer en trombe, à toute vitesse (abus de langage dérivé de l'expression d'origine « prendre un virage sur les chapeaux de roue »).
- « pousser à la roue » : aider, favoriser, contribuer.
- « être la cinquième roue du carrosse » : compter pour rien, être inutile.
- « faire la roue » : figure de gymnastique ; comportement du paon mâle.
- « réinventer la roue » : refaire inutilement quelque chose qui a déjà été fait.
- « comme sur des roulettes » : avec facilité.